# Sjörup
Sjörup är en äldre kyrkby i Sjörups socken i Ystads kommun. Vid Sjörups gamla kyrka står Sjörupstenen över en son som "inte flydde vid Uppsala". Från 2015 avgränsar SCB här en småort.
Carl von Linné logerade under sin skånska resa i Sjörups prästgård under natten mellan den 27 och 28 juni 1749. Under besöket noterade Linné bland annat följande i sina reseanteckningar: "Sjörups Kyrka quart. 2. [cirka 5,3 kilometer] ifrån Marswinsholm. Här blefwo wi öfwer natten hos past. Jacob Brock." Om runstenen noterade han: "Runsten vid Sjörup nordost om kyrkan, norr om backen var huggen på en grov sten".